# Waldenbuch
Waldenbuch (Swabia: Waldebuech) là một thị trấn nằm ở huyện Böblingen, thuộc bang Baden-Württemberg, Đức.